# Пол Меншип
Пол Меншип, повне ім'я Пол Говард Меншип (англ. Paul Howard Manship; 24 грудня 1885 — 28 січня 1966) — скульптор зі Сполучених Штатів Америки.

## Життєпис, ранні роки
Народився у штаті Міннесота. Батько працював клерком у газовій кампанії. В родині було семеро дітей.

## Художня освіта
Первісні художні навички хлопець здобув у рідному місті Сен Пол. По закінченні відбув у місто Філадельфія, де влаштувався на навчання у Пенсільванську академію образотворчих мистецтв.
Як більшість молодих митців, його приваблював Нью-Йорк з його можливостями зробити вдалу кар'єру. Прибув у Нью-Йорк, де прєднався до Ліги студентів-художників. Джордж Бріджмен був його наставником при вивченні анатомії. Скульптурне моделювання йому викладав Хермон Аткінс Макніл. Два роки (1905—1907) працював помічником у майстерні скульптора Солона Борглума.

## Римська премія і перебування у Римі
1909 року митець виграв Римську премію і право на стажування у Римі. В сполучених Штатах вважали Рим з його численними соборами, церквами і музеями, переповненими видатними зразками мистецтва, корисною мистецькою школою. З метою стажування у Римі молодих митців зі Сполучених Штатів була створена Американська академія за зразком Французької академії. Серед стажистів Американської академії і був Пол Меншип. Перебування у Римі (1909—1912 рр.) сприяло декотрій творчій розкутості молодого скульптора, котрий не спокусився на сміливий і радикальний модернізм чи абстракціонізм, а зацікавився архаїкою і стилістикою трохи модернізованого академізму. Його художня манера привабила до нього увагу як помірних прихильників модернізму, так і консервативно налаштованих замовників і прихильників спрощеного реалізму.

## Декоративна і станкова скульптура

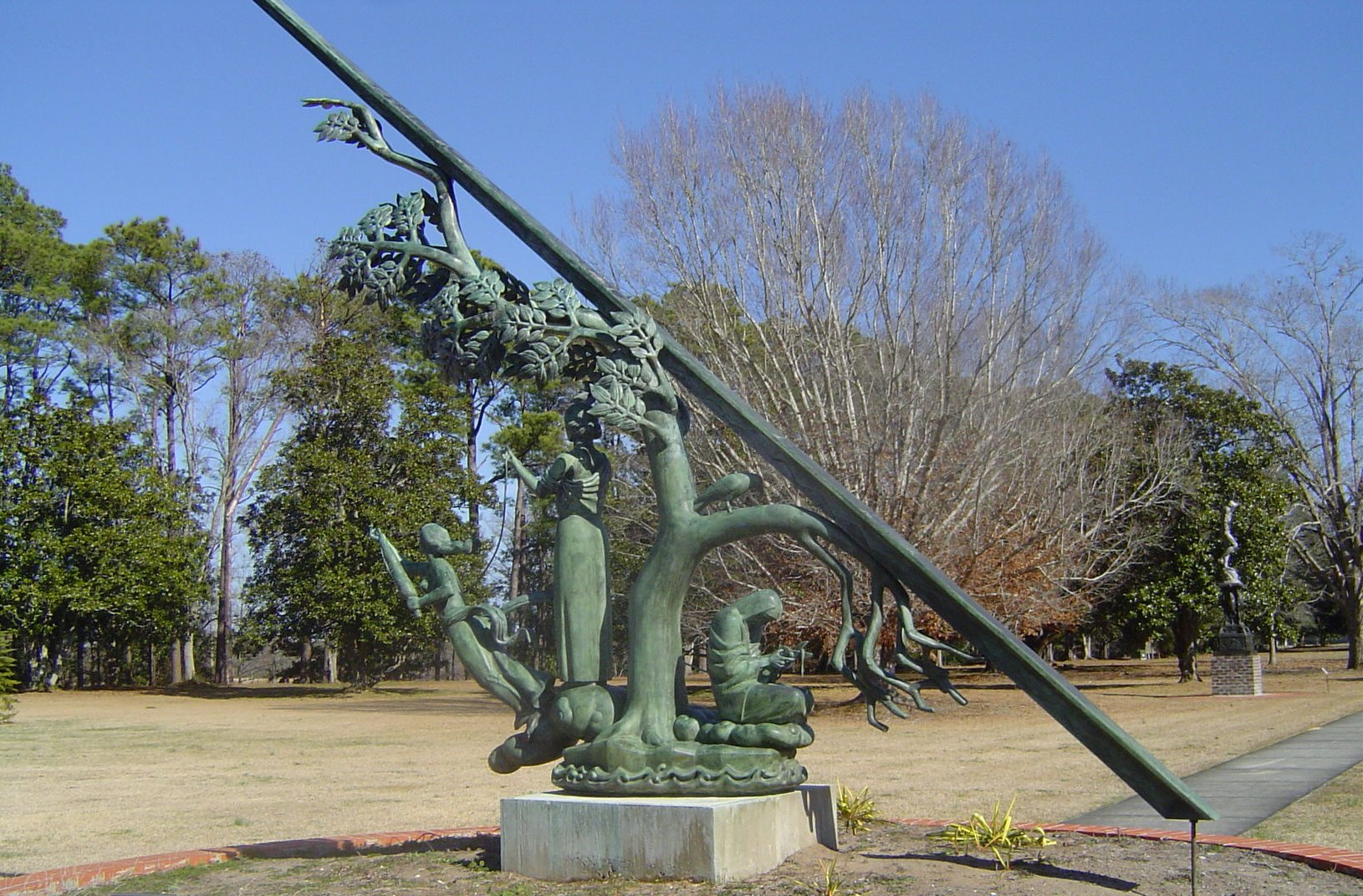
Брукгрін сади, Полейз Айленд, штат Південна Кароліна

Пол Меншип створював барельєфи і декоративну скульптуру. Його тематика наближена до тематики академічного скульптора («Прометей», «Діана на полюванні», «Політ Ночі», «Венера Анадіомена» «Мати з дитиною»). Частка творів стане фонтанними скульптурами («Прометей», «Дівчина з качкою») або прикрасить сади (Брукгрін сади, Полейз Айленд, штат Південна Кароліна). Низка моделей скульптора передана до відомих музеїв Сполучених Штатів.

## Портретні твори
Пол Меншип не був видатним портретисом. Тим не менше мав замови на портретні скульптури і зробив декілька меморіалів і монументів.
- Роберт Фрост (погруддя)
- Гіффорд Білі (погруддя)
- Теодор Рузвельт (погруддя)
- Семюел Госвід (погруддя)
- Джон Д.Рокфеллер (погруддя)

## Обрані твори, неповний перелік
- «Дівчина з качкою»
- «Танцівниця і дві лані»
- «Танок Саломеї над відрубаною головою Івана Хрестителя»
- «Прометей», фонтанна скульптура
- « Аталанта»
- "Богиня полювання Діана "
- " Венера "
- "Актеон, що перетворюється на оленя "
- " Алегорія Юстиції " до монумента молодого Абрахама Лінкольна
- « Викрадення Європи биком-зевсом»
- Чотири елементи ()

## Галерея

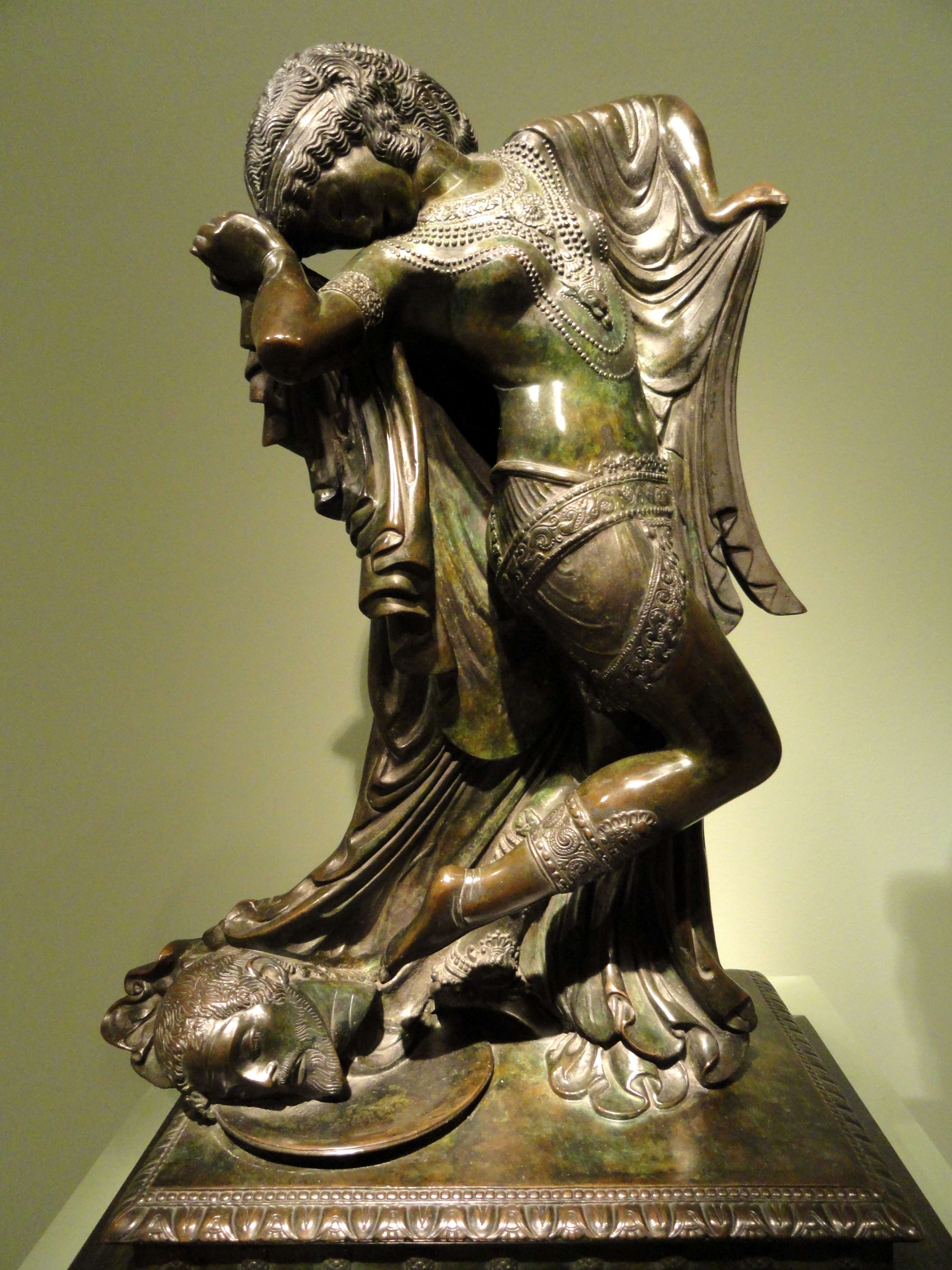
Пол Меншип. «Танок Саломеї над відрубаною головою Івана Хрестителя»

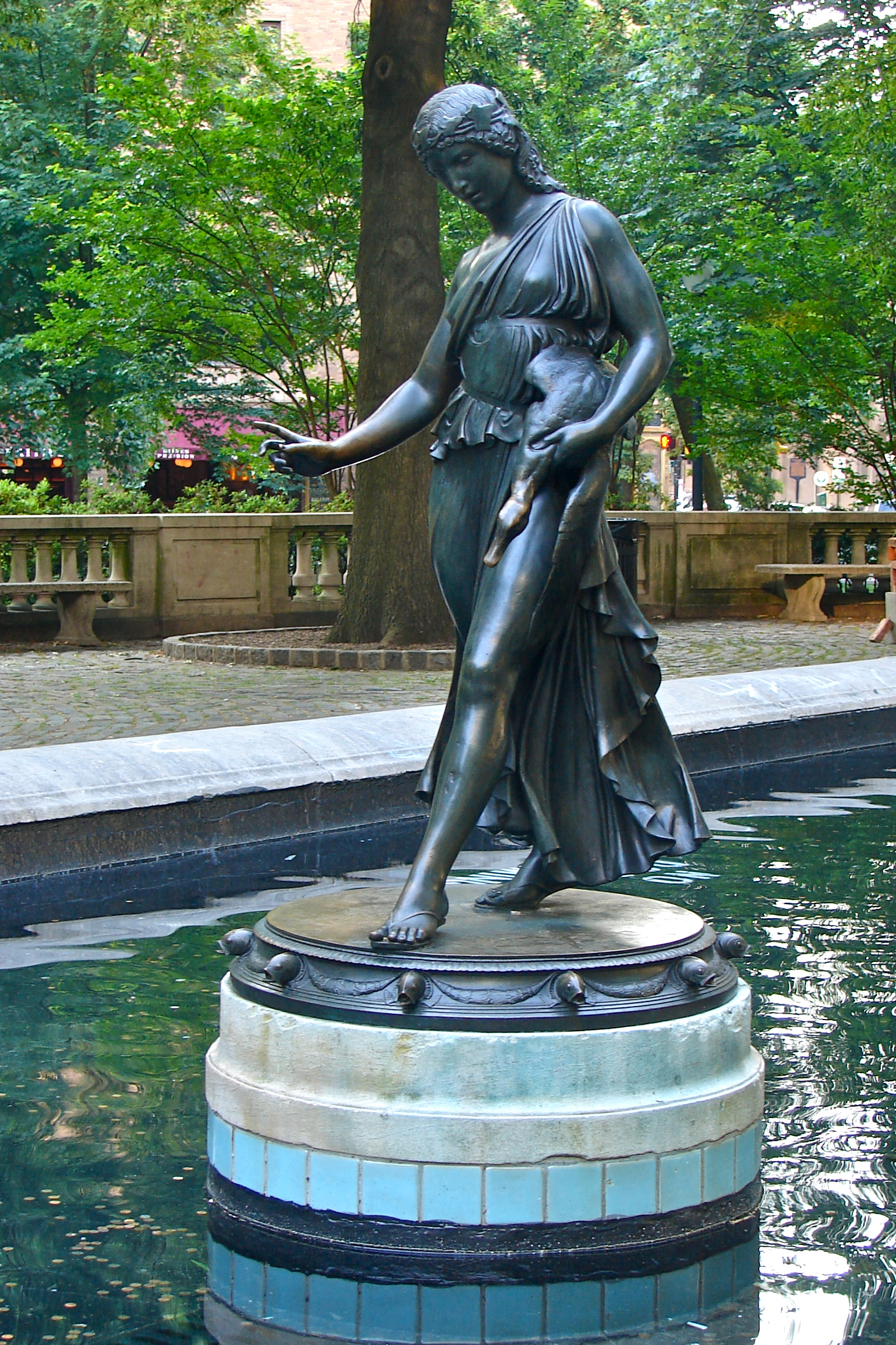
Пол Меншип. «Дівчина з качкою»
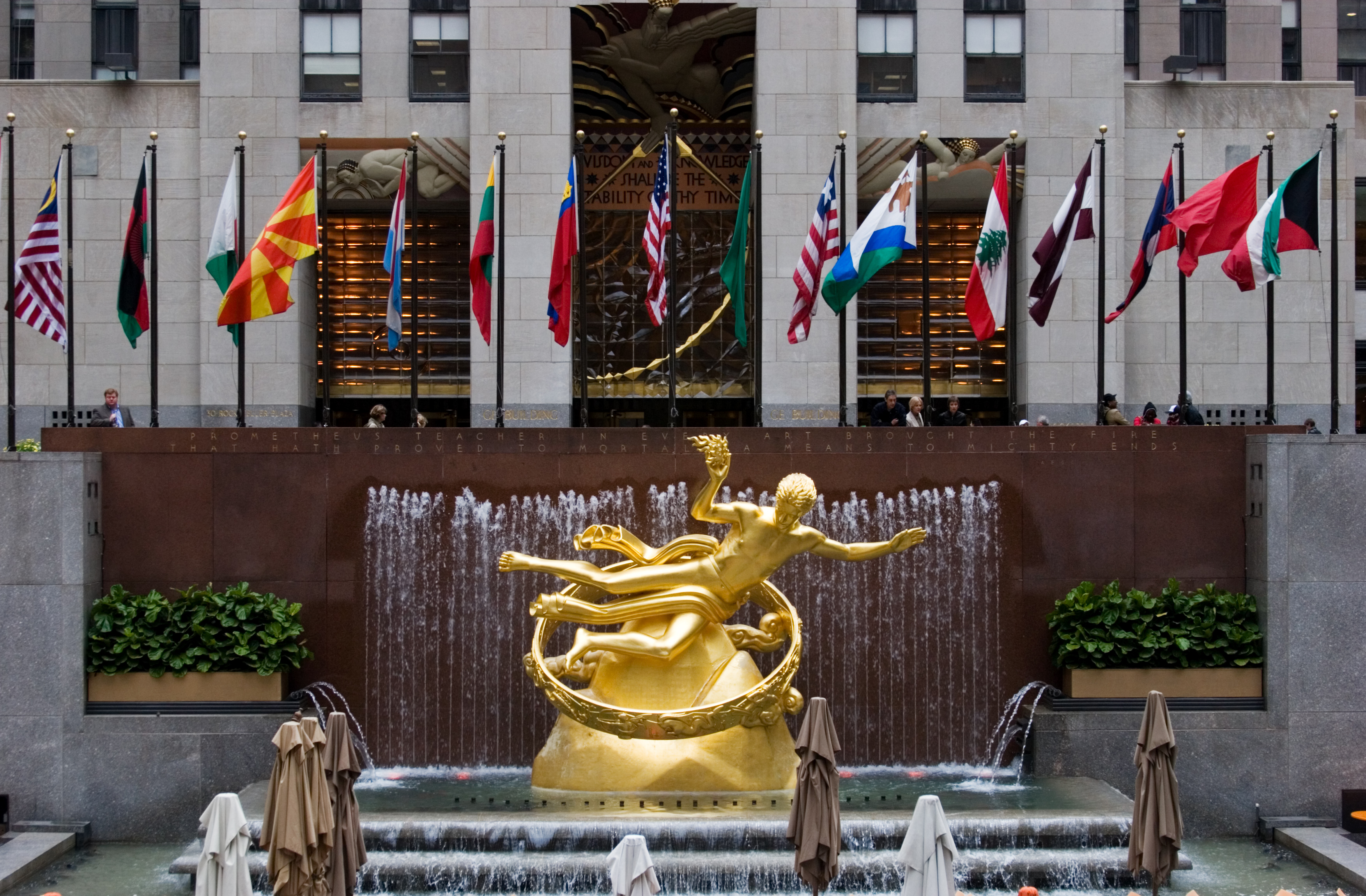
Пол Меншип. Фонтанна скульптура «Прометей» біля Рокфеллер-центру, Нью-Йорк
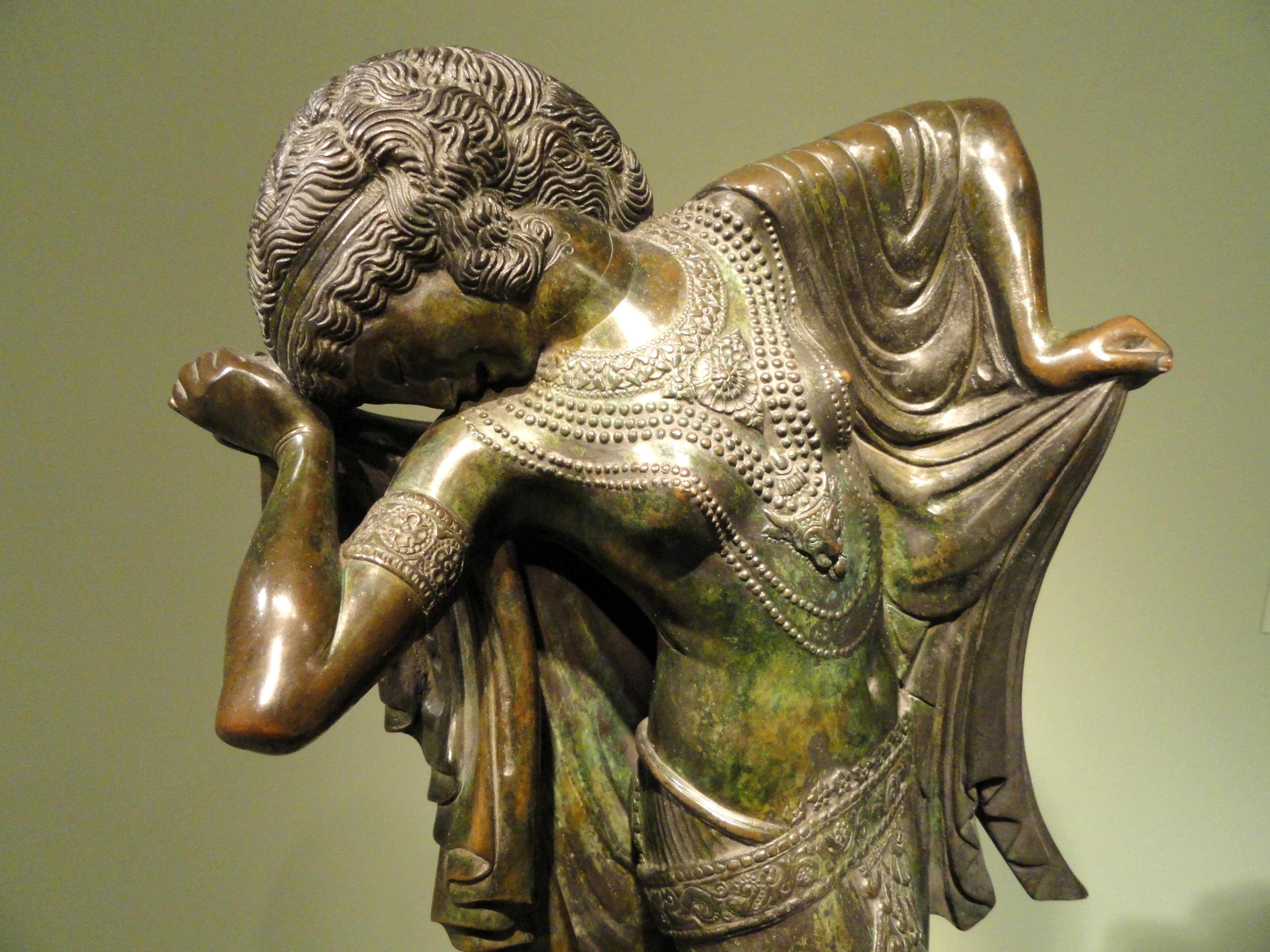
Пол Меншип. «Саломея», фрагмент
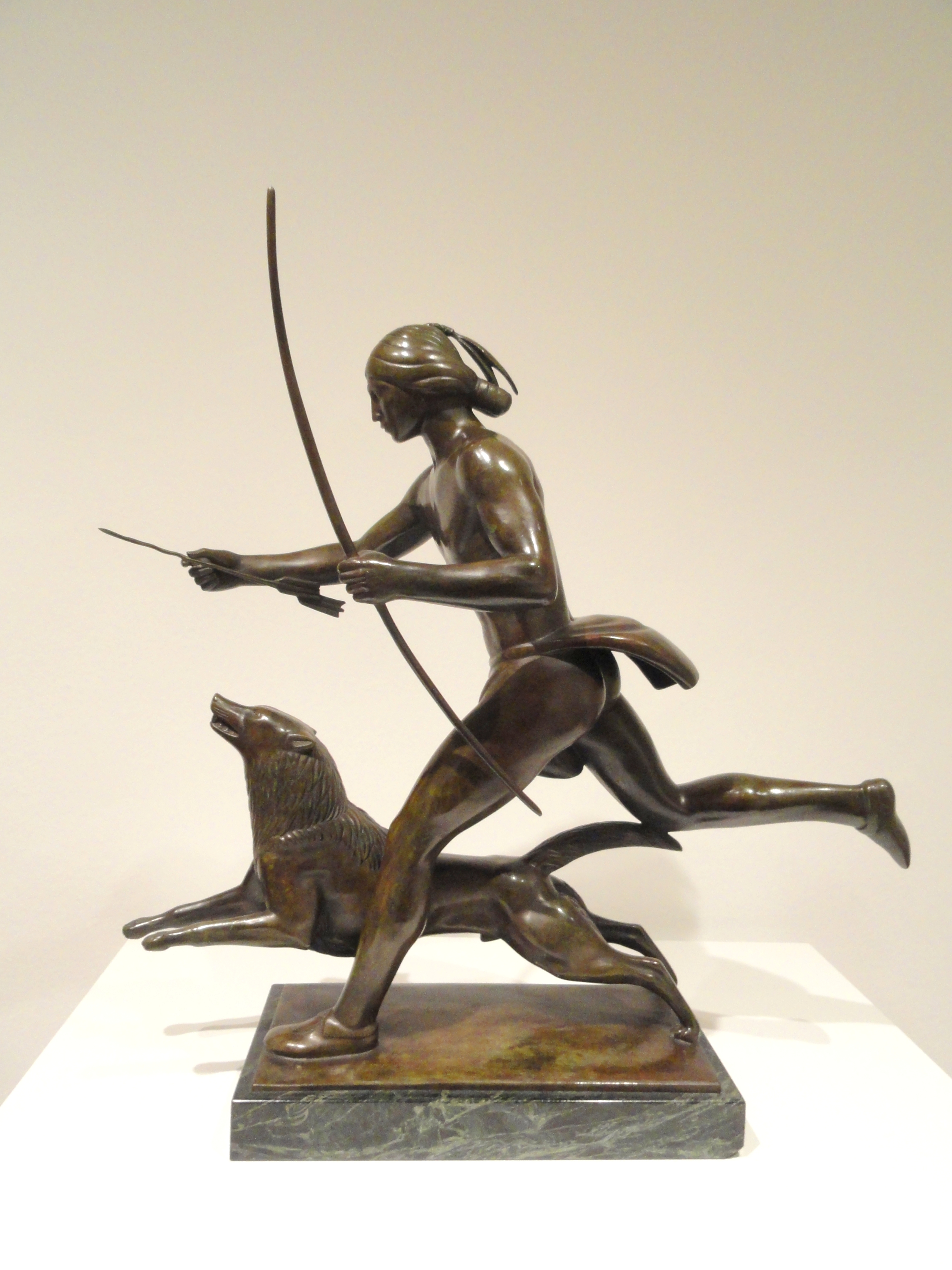
Пол Меншип. «Індіанець з собакою»
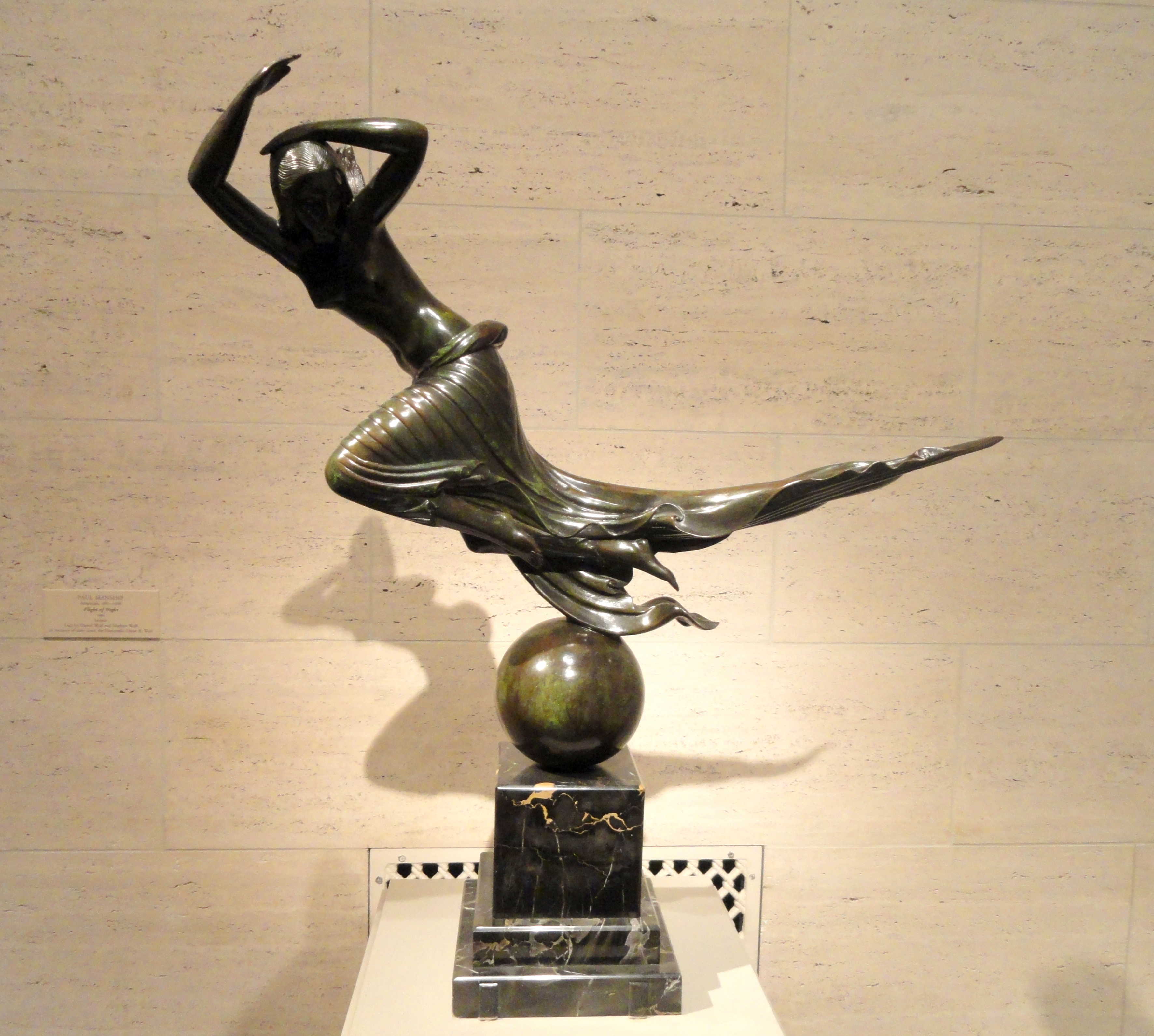
Пол Меншип. «Політ Ночі»